# Tamanrasset
Tamanrasset (arabsky ولاية تمنراست‎ ) je alžírské město a správní středisko stejnojmenné provincie, v jižní častí země na Sahaře, 1 570 km jižně od hlavního města Alžíru a 295 km severozápadně od nigerských hranic, v oblasti pohoří Ahaggar ve výšce 1 320 m n. m., na tzv. Transsaharské dálnici a na místě bývalé oázy. V roce 2008 zde žilo přes 92 600 obyvatel. Tamanrasset je správním centrem stejnojmenné provincie (vilájetu).

## Historie

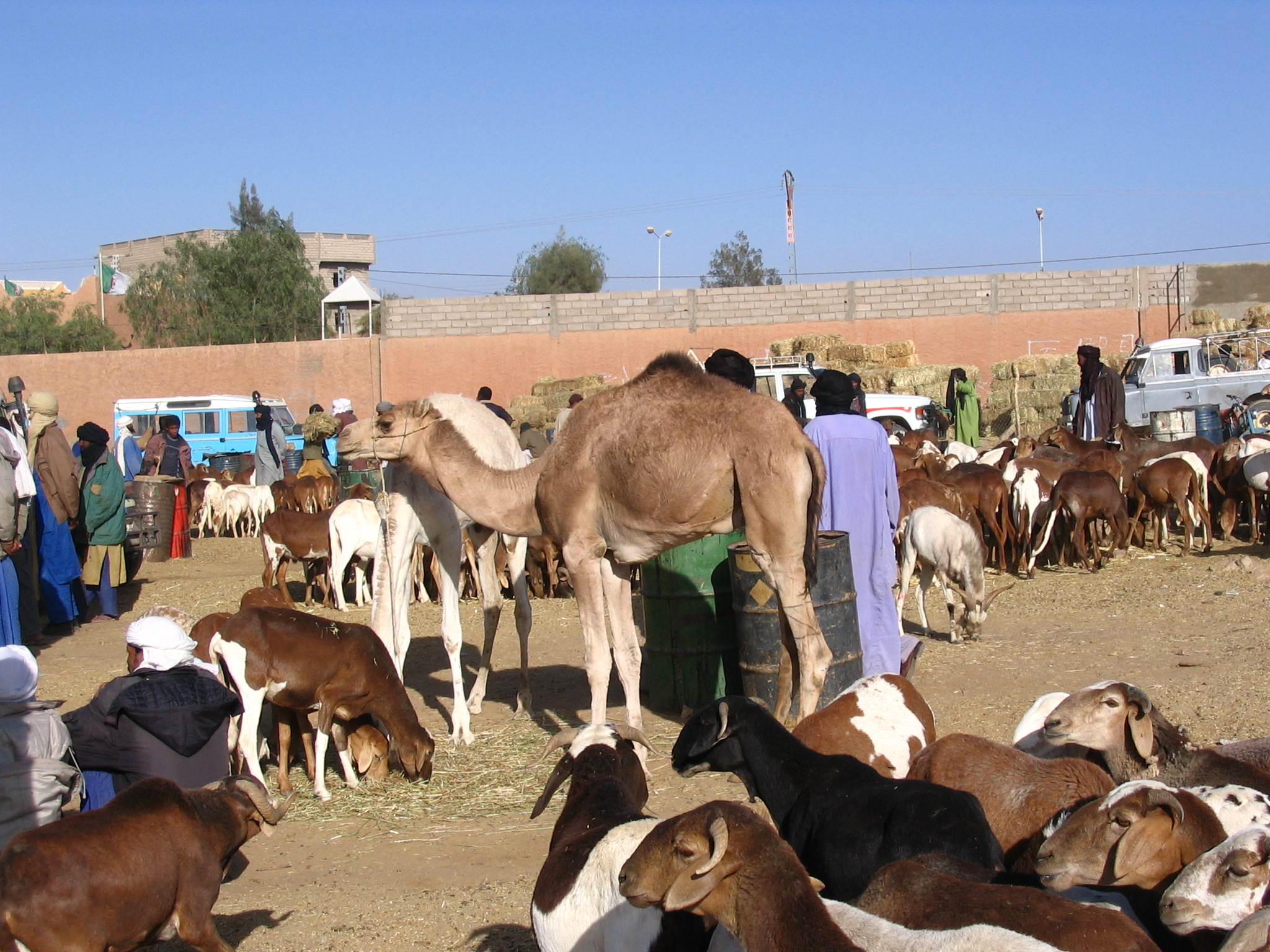
Tamanrasset - trh s velbloudy

Tamanrasset byl místem, kde se v historii potkávalo několik karavanních stezek. Po obsazení města francouzskými jednotkami byl používán název Fort Laperrine, podle francouzského generála Françoise-Henryho Laperrineho, který v roce 1920 zemřel po pádu letadla v nedaleké poušti. V Tamanrassetu žil a roku 1916 zemřel francouzský kněz Charles de Foucauld.
6. března 2003 zde na vnitrostátní lince došlo k havárii při startu dopravního letadla Boeing 737, při které zahynulo 102 lidí. Od roku 2010 se v Tamanrassetu nachází společné vojenské velení, odkud je koordinován společný postup Alžírska, Nigeru, Mali a Mauritánie proti Al-Káidě v islámském Maghrebu.